# Camilla Ghini
Camilla Ghini (Roma, 22 marzo 1994) è una conduttrice televisiva, conduttrice radiofonica e modella italiana.

## Biografia
Nata nel 1994 a Roma dalla madre Federica Lorrai e dal padre Massimo Ghini (attore e regista teatrale), Camilla ha un fratello gemello, Lorenzo, un fratellastro, Leonardo e una sorellastra, Margherita, entrambi nati dal matrimonio del padre con l'ex costumista Paola Romano. Dopo gli studi primari, ha deciso di iscriversi presso il liceo classico nella sua città natale. Nel 2008, all'età di quindici anni, è apparsa nella miniserie televisiva Raccontami. Dopo aver conseguito la maturità classica, ha lasciato Roma per trasferirsi a Milano, dove ha iniziato a frequentare i primi stage di comunicazione e a lavorare per la società di produzione 3zero2TV. Nel 2012 è apparsa nel cortometraggio Poor Unfortunate Souls diretto da Matteo Piccinini.
Nel settembre 2016, una volta rientrata a Roma, ha iniziato a muovere i primi passi nel mondo dello spettacolo, entrando a far parte del cast dei collaboratori del programma giudiziario in onda su Canale 5 Forum e su Rete 4 con Lo sportello di Forum.
Dal 2019 ha iniziato a lavorare come conduttrice radiofonica per le radio come RTL 102.5 e Radio Zeta. Dal 2019 al 2021 ha condotto su RTL 102.5 il programma notturno Nessun dorma, mentre nel 2020 ha condotto su RTL 102.5 il programma La famiglia giù al nord. Nel settembre dello stesso anno è apparsa nel film La mia banda suona il pop diretto da Fausto Brizzi. Nel 2021 e nel 2022 ha condotto su RTL 102.5 il programma Miseria e nobiltà, mentre dal 2021 al 2023 ha condotto su Radio Zeta AperiZeta.
Nel 2022 e nel 2023, insieme a Paola Di Benedetto e Jody Cecchetto, ha condotto l'evento musicale Radio Zeta Future Hits Live, in onda su Radio Zeta TV, RTL 102.5 TV, TV8 e Sky Uno. Nel 2023 è apparsa nel film Romantiche diretto da Pilar Fogliati. Nel 2023 e nel 2024 ha condotto su RTL 102.5 il programma Suite 102.5. Dal 2024, dopo aver lasciato RTL 102.5 e Radio Zeta, ha iniziato a lavorare per Radio 105, dove dal maggio 2024 ha iniziato a condurre nei weekend il programma 105 Village. Dal mese di novembre conduce su Radio 105 il programma 105 Take Away, insieme a Daniele Battaglia e a Diletta Leotta, la quale aveva già sostituito quest'ultima a settembre. Il 31 dicembre, insieme ad Alan Palmieri, ha condotto l'evento Insieme nel 2025, in onda su Radionorba TV. Nel maggio 2025 è apparsa nel videoclip del singolo Popolare di Michele Bravi e Mida.

## Programmi televisivi
- Forum (Canale 5, dal 2016) - collaboratrice
- Lo sportello di Forum (Rete 4, dal 2016) - collaboratrice
- Radio Zeta Future Hits Live (Radio Zeta TV, RTL 102.5 TV, TV8, Sky Uno, 2022-2023) - co-conduttrice
- Insieme nel 2025 (Radionorba TV, 2024-2025) - co-conduttrice

## Radio
- Nessun dorma (RTL 102.5, 2019-2021)
- La famiglia giù al nord (RTL 102.5, 2020)
- Miseria e nobiltà (RTL 102.5, 2021-2022)
- AperiZeta (Radio Zeta, 2021-2023)
- Suite 102.5 (RTL 102.5, 2023-2024)
- 105 Village (Radio 105, dal 2024)
- 105 Take Away (Radio 105, dal 2024)

## Filmografia

### Attrice

#### Cinema
- La mia banda suona il pop, regia di Fausto Brizzi (2020)
- Romantiche, regia di Pilar Fogliati (2023)

#### Televisione
- Raccontami – miniserie TV (2008)

#### Cortometraggi
- Poor Unfortunate Souls, regia di Matteo Piccinini (2012)

#### Videoclip
- Popolare di Michele Bravi e Mida, regia di Dominga Lussone (2025)